# Ferrissia fragilis
Ferrissia fragilis är en snäckart som först beskrevs av Tryon 1863.  Ferrissia fragilis ingår i släktet Ferrissia och familjen Ancylidae. IUCN kategoriserar arten globalt som livskraftig. Inga underarter finns listade i Catalogue of Life.